# Tordavilma
Tordavilma település Romániában, Máramaros megyében.

## Fekvése
Máramaros megyében, Magyarlápostól délnyugatra, Drágavilma és Karulyfalva között fekvő település.

## Története
Tordavilma nevét az oklevelek 1390-ben említették először Vydma, 1405-ben Vylma, 1590-ben Torda-Vilma néven. Előnevét a Torda személynévből vette a település.
Tordavilma (Vilma) kezdetektől fogva Csicsóvár tartozéka és királyi birtok volt.
1405-ben Zsigmond király adományozta a Bánffyaknak.
1598-ban Báthory Zsigmond a birtokot Bellő, vagy Balássi Györgynek adta adományképpen.
1602 körül Basta és Krauseneck császári biztosok birtokának írták.
1607-ben Rákóczi Zsigmond Allya Farkasnak Küküllő vármegye főispánjának és nejének Bánffy Margitnak adományozta, akik a fejedelemnek ekkor több falut engedtek át.
1615-ben Bethlen Gábor fejedelem birtoka volt, s Szamosújvár tartozékaként volt említve.
1632-ben II. Rákóczi György fejedelemé.
1674-ben kincstári birtoknak írták.
1738-ban Szamosújvár zálogbirtoka volt, 1820-ban Szamosújvár városának birtoka volt.
1708 és 1711 között a Rákóczi szabadságharc alatt a kurucok vertek itt tanyát.
1830-ban Tordavilmán végzett összeíráskor 676 lakosa volt.
1886-ban 774 lakosából 211 görögkatolikus, 514 görögkeleti, 14 zsidó volt.
1900-ban 862 lakosából 17 magyar, 845 oláh, ebből görögkatolikus 264, görögkeleti 577, izraelita 21  fő volt.
A trianoni békeszerződés előtt Szolnok-Doboka vármegye Magyarláposi járásához tartozott.

## Nevezetességek
- Görögkatolikus fatemploma – Szűz Mária megjelenésére van szentelve. Anyakönyvet 1826-tól vezetnek.
- Görögkeleti fatemploma – Mihály arkangyal és Gábor őrangyalok tiszteletére szentelték fel.